# روبرتو سالواتیرا
روبرتو سالواتیرا (انگلیسی: Roberto Salvatierra؛ زادهٔ ۲۸ اکتبر ۱۹۸۴) بازیکن فوتبال اهل آرژانتین است.
از باشگاه‌هایی که در آن بازی کرده‌است می‌توان به باشگاه فوتبال بانفیلد و باشگاه فوتبال جیمناسیا لاپلاتا اشاره کرد.